# Britney Spears
Britney Jean Spears (McComb, Mississippi, 1981. december 2. –) Grammy-díjas amerikai énekesnő, színésznő, üzletasszony. Gyermekkorában kezdett énekelni, majd színészként is több televíziós műsorban bizonyíthatott. 1997-ben szerződött le a Jive Records-nál, debütáló nagylemezét, a …Baby One More Time-t 1999-ben adta ki, mely eddig a legsikeresebb tizenéves előadótól kiadott lemez lett. Már első éveiben a mainstream zene egyik meghatározó alakjaként ismerték, ezt pedig egy túlzottan nyilvános magánélet követte. Első két albumát popikonként adta ki, melyek eladási rekordokat döntöttek meg, míg slágerei, mint a …Baby One More Time és az Oops!… I Did It Again világszerte első helyezettek lettek. Előbbi címadó dalát a Rolling Stone minden idők legsikeresebb debütáló kislemezének nevezte 2020-ban. Legismertebb elnevezése a "PopHercegnő" jelző.
2001-ben kiadta Britney című harmadik albumát, majd főszerepet kapott az Álmok útján című filmben. Negyedik nagylemeze 2003-ban jelent meg In the Zone címmel, és olyan slágereket tartalmazott, mint a Me Against the Music, Toxic és az Everytime. Ezt a Greatest Hits: My Prerogative című gyűjteményalbum követte, melynek kiadása után Britney bejelentette, hogy karrierjét szünetelteti. Az ezt követő időszakban az énekesnő magánéleti botrányaitól volt hangos a média. Ötödik lemeze, a Blackout 2007-ben jelent meg, és a minimális promóció ellenére Gimme More és Piece of Me című számai rendkívül sikeresek lettek. 2008-ban változó viselkedése után úgy vélték, gyámra van szüksége az énekesnőnek. Ugyanebben az évben jelent meg hatodik, Circus című albuma, melyről többek között a Womanizer, Circus és If U Seek Amy című sikerszámok származnak. 2009-ben elkezdte legsikeresebb turnéját, mely a The Circus Starring Britney Spears elnevezést kapta. Októberben kiadta 3 című slágerét, mely harmadikként ért el első helyezést a Billboard Hot 100-on. Hetedik nagylemeze, a Femme Fatale 2011-ben jelent meg. Három top 10-es kislemez jelent meg róla, a Hold It Against Me, Till the World Ends és az I Wanna Go. Ugyanebben az évben jelent meg az S&M című dal Rihannától, melynek remix változatában Britney közreműködött, ezzel megszerezve az 5. #1 helyezését a Billboard Hot 100-on. 2013-ban jelent meg a nyolcadik stúdióalbuma, a Britney Jean, majd 2016-ban a Glory. 2019-ben napvilágra került gyámsága elleni jogi csatája, amely a #FreeBritney mozgalom létrejöttéhez vezetett. 2021-ben bántalmazással vádolta menedzsmentjét és családját, kifejezve vágyát a megállapodás felmondására.
Spears munkájáért számtalan jelölést és díjat kapott, például Grammy-díjat. 2009-ben a Billboard az évtized nyolcadik előadójának rangsorolta. A RIAA hetedik legsikeresebb amerikai előadónak titulálta az énekesnőt, 34 millió album után. 2012 januárjára 28 600 000 eladott digitális példány után tizedik helyezett lett az Egyesült Államok digitális sikerlistáján. Több mint 100 millió album adott el világszerte, ezzel minden idők egyik legsikeresebb énekesnője lett. Munkáját a Rolling Stone, VH1 és Billboard különböző listákon való előkelő helyezésekkel ismerték el. A Forbes szerint ő volt a hatodik legerősebb celeb és a harmadik legjobban fizetett zenész 2011-12-ben.

## Életrajz és karrier

### 1981–1997: A kezdetek, család, pályakezdés
Jamie és Lynne Spears középső gyermekeként született a Mississippi állambeli McCombban. A louisianai Kentwoodban nőtt fel. Bátyja Bryan, húga Jamie Lynn. Kislány korában tagja volt a város tánccsoportjának, majd nyolcéves korában részt vett a Mickey Mouse Club tévéműsor meghallgatásán, de fiatal kora miatt elutasították, egy ügynökség azonban felfigyelt rá. Nekik köszönhetően ezután három évig New Yorkban, egy művésziskolákban tanult, és közben több off-Broadway produkcióban, valamint reklámokban szerepelt. Tizenegy évesen második lett az amerikai Star Search tehetségkutató produkcióban, és beválogatták a Mickey Mouse Club csapatába, "mouseketeer"-nek. Itt ismerkedett meg többek között Justin Timberlake-kel, Christina Aguilerával és JC-vel. Két év után visszaköltözött Kentwoodba és tovább tanult. Eleinte egy lánycsapat tagjaként, később szólóban énekelt.

### 1998–2000:…Baby One More TimeésOops!… I Did It Again
Miután Britney visszatért az Egyesült Államokba, turnéra indult, hogy promotálja első albumát. Négy számmal lépett fel, két háttértáncos tette teljessé a műsorokat. Később a ’N Sync turnéjának nyitó előadójaként lépett fel. Debütáló kislemeze, a …Baby One More Time 1998 novemberében, majd azonos című stúdióalbuma 1999 januárjában jelent meg, A Billboard 200 listáján első lett, és kétszeres platina minősítést nyert, miután 15 ország albumlistáját uralta, emellett tíz millió példány kelt el egy év alatt. A világ legkeresettebb albuma lett, melyet tizenéves előadó adott ki. A …Baby One More Time az album első kislemezeként jelent meg. A Jive Records kiadó animált videóklipet akart a dalhoz, viszont Britney tiltakozott. Félmillió példányt adtak el a számból az első napon, a Billboard Hot 100-on első lett, és két hétig első is maradt. A számot később Grammy-díjra jelölték. A kislemez az Egyesült Királyságban is sikeres volt, ahol 460 000 vásárlója akadt. Később a 25. legsikeresebb dal lett a brit kislemezlista történetében. Britney a legfiatalabb női előadó, aki egy millió példányt adott el az országban. A (You Drive Me) Crazy az album harmadik kislemezeként jelent meg. Top 10-es sláger lett, és az album eladásait is erősítette.
1999 áprilisában Britney a Rolling Stone címlapján szerepelt egy rendkívül megosztó fényképpel. Britney a támadásokra így reagált: „Mi a gond? Erkölcsös vagyok. […] Újra megtenném. Szerintem a képek rendben voltak. Belefáradtam, hogy Debbie Gibson-hoz és ehhez a rágógumi pophoz hasonlítanak állandóan.” Nem sokkal ez előtt bejelentette, házasságáig szűz marad. Megkezdte ...Baby One More Time elnevezésű turnéját, mely felettébb pozitív értékeléseket kapott. Kiegészítésként a Crazy 2K turnét is elkezdte az énekesnő 2000 márciusában, ahol már második albumáról is bemutatott pár dalt.
Az Oops... I Did It Again 2000 májusában jelent meg. Az Egyesült Államokban első helyen debütált, 1,3 millió eladott példánnyal. Világszerte 20 millió vásárlója akadt a lemeznek. Az album első kislemeze, az Oops!… I Did It Again Ausztrália, Új-Zéland, az Egyesült Királyság és több európai ország kislemezlistáját uralta. Az album és a szám is Grammy jelölést kapott.
Ugyanebben az évben Britney elkezdte Oops!… I Did It Again World Tour elnevezésű turnéját, illetve első könyve, a Britney Spears' Heart-to-Heart is megjelent, melyet édesanyjával írt. 2000. szeptember 7-én az MTV Video Music Awards fellépője volt. Rengeteg kritikus szerint ekkor kezdett Britney provokatív előadóvá válni.

### 2001–2002:BritneyésCrossroads

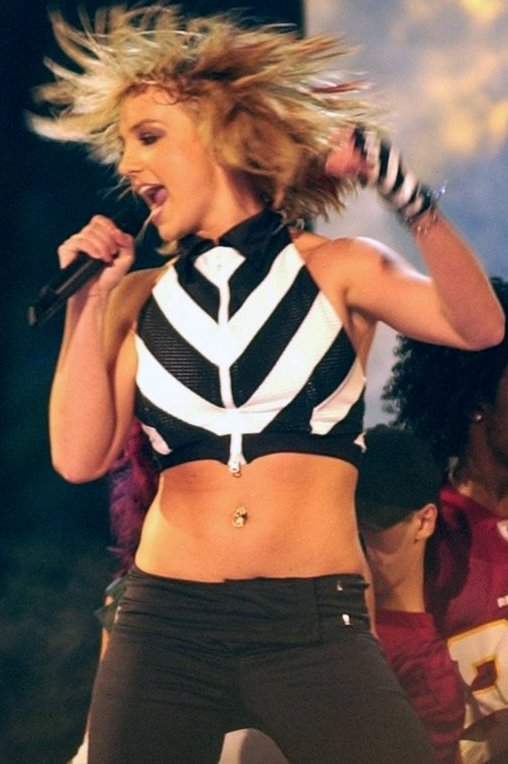
Britney 2003. szeptember 4-én, előadás közben.

2001 februárjában Britney egy 7-8 millió dollár értékű szerződést kötött a Pepsi-vel, és kiadta édesanyjával írt könyvét, az A Mother’s Gift-et (magyarul: Egy anya ajándéka) Harmadik nagylemeze, a Britney 2001 novemberében jelent meg. Turnéja során olyan előadók inspirálták, mint Jay-Z és a The Neptunes, és egy funky hangzású lemezt akart készíteni. A lemez első helyen debütált a Billboard 200-on, de megjelent Ausztrália, az Egyesült Királyság és Európa számtalan országának toplistáin is, 12 milliós eladással. Az album két Grammy-díj jelölést kapott, egyiket Overprotected című dala miatt, továbbá a lemez 2008-ban az „Elmúlt 25 év 100 legjobb albuma” listán is helyet kapott. Az első kislemez, az I’m a Slave 4 U top 10-es sláger lett világszerte.
Britney 2001-ben fellépett az MTV Video Music Awards-on, ahol egy tigris és egy albínó piton is a "kellékek" része volt, utóbbi ráadásul az énekesnő vállán szerepelt. A PETA utóbbi tettet kritizálta. Az énekesnő elkezdte a Dream Within a Dream Tour elnevezésű turnét, hogy promotálhassa albumát. A kritikusok rendkívüli mértékben dicsérték a koncertkörutat. A turné mintegy 44 millió dolláros bevételt hozott, így azon év második legnagyobb bevételű turnéja lett (az első Cher Farewell Tour-ja volt). Britney-t a világ legsikeresebb celebjének titulálták. Britney főszerepet vállalt az Álmok útja című filmben, ami 2002 februárjában debütált. Az alacsony siker ellenére a kritikusok dicsérték az alakítást. A film 57 milliós bevételt hozott.
2002 júniusában Britney megnyitotta első éttermét New York-ban, de novemberben be is zárt. 2002 júliusában bejelentette az énekesnő, hogy hat hónapig szünetelteti karrierjét, novemberben mégis elkezdett dolgozni új albumán. Britney kapcsolata Justin Timberlake-vel ekkor ért véget, három év után. 2002 decemberében jelent meg Timberlake Cry Me a River című dala, melynek klipjében egy Britney-hez hasonló lány szerepelt, ami miatt olyan pletykák kaptak szárnyra, miszerint Spears hűtlen volt. Válaszként írta Spears Everytime című dalát, melyen barátja, Annet Artani is közreműködött. Ugyanebben az évben a Limp Bizkit tagja, Fred Durst bejelentette, kapcsolata volt Britney-vel. Az énekesnő tagadta a vádakat.

### 2003–2005:In the Zoneés az első két házasság
Spears a 2003-as MTV Video Music Awards-on Christina Aguilera, Madonna és Missy Elliott mellett lépett fel, Madonnával csókot is váltott, ami hatalmas botránnyá nőtt ki magát. Spears negyedik albuma, az In the Zone 2003 novemberében jelent meg. Az albumon már produceri és dalszerzői munkákat is végzett. A Vibe magazin szerint „Egy páratlanul magabiztos dance felvétel, ami Spears dalszerzői fejlődését bizonyítja.” Az Egyesült Államokban 609 000 példány kelt el a lemezből a megjelenés hetében, amivel Britney negyedik első helyezett albumát adta ki. Megjelent továbbá Franciaország, Belgium, Dánia, Svédország, Hollandia és rengeteg további ország toplistáján is. Világszinten 10 millió példányt adtak el a nagylemezből. Olyan slágerek voltak az albumon, mint a Madonnával közös Me Against the Music, a Grammy-nyertes Toxic, az Everytime és az Outrageous.

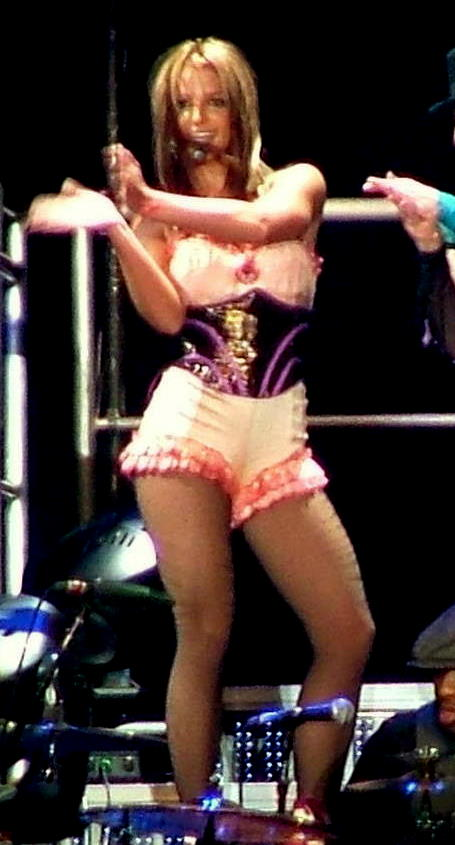
Britney a The Onyx Hotel Tour londoni állomásán.

2004. január 3-án egy átmulatott Las Vegas-i éjszaka után, Britney „hozzáment” egykori gyerekpajtásához, Jason Alexanderhez. A frigy mindössze 55 óráig tartott, érvénytelenítették. 2004 márciusában kezdte el a The Onyx Hotel Tour elnevezésű turnéját, mellyel In the Zone című lemezét promotálta. 2004. június 8-án Spears térdsérülést szerzett, ami miatt kórházba vitték, így nem tudta befejezni az Outrageous klipjét. Az énekesnőnek műtéti beavatkozásra volt szüksége. Hat hétig kellett maradnia, valamint további heteket töltött rehabilitáción, ami miatt a koncertkörút több állomását el kellett halasztani. 2004-ben Madonna javaslatára Kabbalah gyűlésekre kezdett járni.
2004 júliusában az énekesnőt Kevin Federline jegyezte el, akivel három hónappal korábban ismerték meg egymást. A média feszült figyelemmel követte a párt, miután Federline nem sokkal az eset előtt szakított Shar Jackson-nel, aki ráadásul terhes is volt. Magánéletüket bővebben a Britney & Kevin: Chaotic című reality műsorban mutatták be. Az esküvőt szeptember 18-án tartották, csak október 6-án lettek hivatalosan egy pár. Rövidesen ezután kiadta az énekesnő első parfümjét, mely a Curious elnevezést kapta. 2004 októberében az énekesnő bejelentette, hogy szünetet tart karrierjében, hogy családalapításba kezdhessen. Egy hónappal később jelent meg Greatest Hits: My Prerogative című válogatásalbuma. Az énekesnő a My Prerogative-ot (eredeti előadó: Bobby Brown) is feldolgozta, mely az album első kislemezeként jelent meg, és megjelent Finnország, Írország, Olaszország és Norvégia toplistáin is. A második kislemez, a Do Somethin’ Ausztráliában, az Egyesült Királyságban és további európai országokban lett sikeres. Az albumból világszinten 5 millió példány kelt el.
2004 végén Spears a KIIS-FM rádió vendége volt Los Angeles-ben, ahol bemutatta az új, Mona Lisa című demóját. Eredetileg az Original Doll című album első kislemeze lett volna, viszont a kiadó visszavonta az album kiadását ismeretlen okokból. 2005. szeptember 14-én született meg Britney első fia, Sean Preston Federline.
2005 novemberében megjelent az énekesnő első remixalbuma, a B in the Mix: The Remixes, mely 11 remixet tartalmaz. 1 millió példány kelt el belőle világszerte, így minden idők egyik legsikeresebb remixalbuma lett.

### 2006–2007: Magánéleti problémák ésBlackout
2006 februárjában olyan képek jelentek meg, melyeken Sean édesanyja ölében ült, miközben ő az autót vezette. Britney egyik kezével a gyereket, másikkal a kormányt fogta, ami sok szervezetet megrémített. Spears szerint mindez egy paparazzi váratlan megjelenése miatt történt. Az ezt követő hónapban a Will és Grace egyik epizódjában jelent meg Amber Louise szerepében. Spears elárulta, nem jár többet Kabbalah gyűlésekre, mivel „a gyerekem a vallásom.” Két hónappal később az énekesnőről meztelen címlapfotó jelent meg a Harper’s Bazaar magazinon. A képet Demi Moore 1991-es Vanity Fair címlapfotójához hasonlították. Második gyereke, Jayden James Federline 2006. szeptember 12-én született meg.
2006. november 7-én Britney bejelentette, hogy válik Federline-tól. 2007 júliusában tettek pontot az ügy végére, mikor is úgy döntött a pár, közös felügyeleti joguk lesz a gyerekek felett. Spears nagynénje, Sandra Bridges Covington – akivel az énekesnő szoros kapcsolatot ápolt – januárban elhunyt petefészekrák miatt. 2007. február 16-án Britney drogrehabilitáción vett részt. Másnap kopaszra borotválta a fejét Los Angeles-ben. Ezután több gyógykezelésen is megjelent. 2007 májusában több House of Blues helyszínen jelent meg, mint az M+M's Tour turné állomásai. Britney gyermekei felügyeleti jogát október 1-jén vesztette el. A döntés mögött álló okok nem kerültek nyilvánosságra. Louis Vuitton betiltotta a Do Somethin’ videóklipjét Európában, termékmegjelenítés miatt.
Ötödik stúdióalbuma, a Blackout 2007 októberében jelent meg. Kanada, Írország, Franciaország, Japán, Mexikó és az Egyesült Királyság listáin éppúgy megjelent, mint Ausztráliában, Koreában, Új-Zélandon és számtalan európai országban. A Billboard 200-on második helyet ért el. Az albumból közel 3 millió példány kelt el világszerte. Az album díjat nyert a 2008-as MTV Europe Music Awards-on, és az ötödik legjobb pop albumnak titulálta a The Times. Spears a 2007-es MTV Video Music Awards-on adta elő az album első kislemezét, a Gimme More-t. A fellépés rengeteg negatív kritikát kapott. A kislemez ennek ellenére hatalmas sikernek örvendett, első lett Kanadában, és számtalan ország toplistáján megjelent. A második kislemez, a Piece of Me Írország, Ausztrália, Kanada, Dánia, Új-Zéland és az Egyesült Királyság listáin jelent meg. A Break the Ice nem örvendett ekkora sikernek, mivel Britney nem tudta azt promotálni. 2007 decemberében Adnan Ghalib paparazzival kezdett járni.

### 2008–2010: Gyámság ésCircus

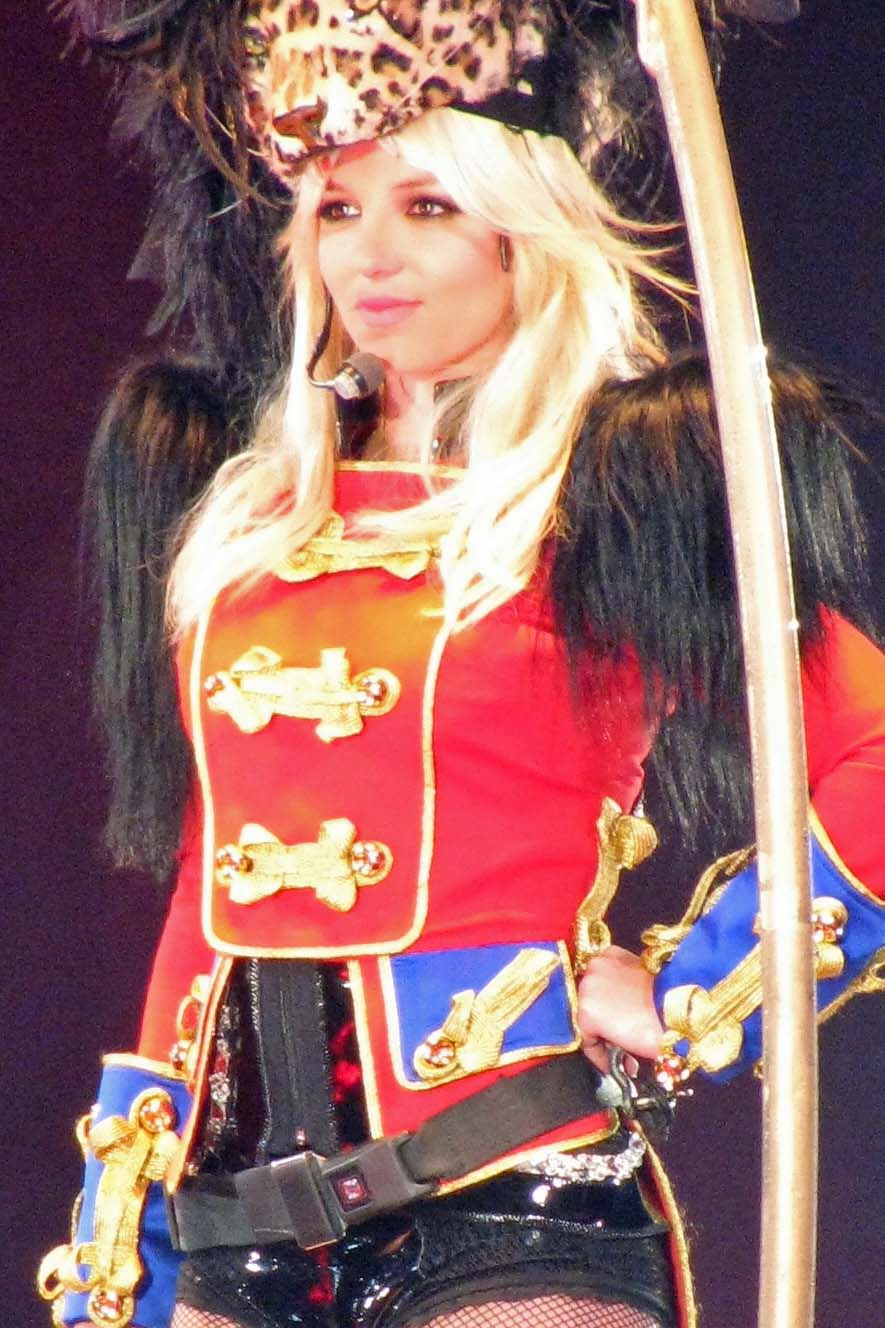
Britney, a The Circus Starring Britney Spears turné egyik állomásán.

2008. január 3-án Spears nem engedte vissza fiait Federline-hoz. A Cedars-Sinai Medical Center-be került, miután egy tiltott szer hatása alatt volt mikor megtalálta a rendőrség. Másnap Spears látogatási jogait felfüggesztették, Federline lett a gyerekek egyedüli nevelője. 2008. január 31-én Spears a Ronald Reagan UCLA Medical Center pszichiátriai osztályára került. Innentől két gyámja lett, édesapja, James Spears, valamint ügyvédje, Andrew Wallet személyében. Február 6-án engedték el. Szülei csalódottak voltak emiatt, valamint aggódtak lányukért. Az ezt követő hónapban megjelent a How I Met Your Mother című sorozat Ten Sessions című epizódjában, Abby néven. Pozitív kritikákat kapott szerepéért, valamint hatalmas nézettséget hozott szerepével.
2008 júliusában Spears korábban elvesztett jogainak egy részeit visszakapta. Szeptember 7-én a 2008-as MTV Video Music Awards-ot Britney nyitotta egy komédiával. Több díjat is kapott a rendezvényen. Ekkor megjelent a Britney: For the Record című kiadvány, mely az énekesnő visszatérését hirdette. Phil Griffin rendezte a filmet, melyet Beverly Hills-ben forgattak 2008 végén. November 30-án adták le a kész művet, melyet 5,6 millióan követtek.
Hatodik, Circus című albuma 2008 decemberében jelent meg. Pozitív kritikákat kapott, a Metacritic oldalán 64 pontot kapott a maximális 100-ból, valamint a kritikusok is pozitív véleménnyel voltak a lemez felé. Az album első helyezett lett Kanadában, Csehországban és az Egyesült Államokban, de top 10-es lett rengeteg európai országban is.
Az USA-ban Britney lett a legfiatalabb énekesnő, aki öt első helyezett albumot adott ki, így a Guinness Rekordok Könyvébe is bekerült a neve. Továbbá ő az egyetlen előadó a Soundscan érában, aki négy olyan lemezt tudhat magáénak, mely félmilliós eladással debütált. A Circus a 2008-as év egyik legsikeresebb albuma lett, melyből 4 millió kelt el világszerte. Első kislemeze, a Womanizer lett az első olyan dala, mely első lett a Billboard Hot 100-on a …Baby One More Time óta. Felkerült továbbá Belgium, Kanada, Dánia, Finnország, Franciaország, Norvégia és Svédország toplistáira is. Grammy jelölést is kapott a felvétel. 2009-ben Britney és édesapja távoltartási végzést intézett Sam Lutfi menedzser, Adnan Ghalib és Jon Eardley ellen, akik a dokumentumok alapján át akarták venni a vezetést Britney ügyei felett. A távoltartási végzés alapján Lutfi és Ghalib nem mehet Spears és családtagjai közelébe.
Spears 2009 márciusában elkezdte The Circus Starring Britney Spears elnevezésű turnéját, mely 2009 ötödik legsikeresebb koncertkörútja lett.
2009 novemberében megjelent második, The Singles Collection című válogatásalbuma, mely egy új számot, a 3-t tartalmazza. A dal első helyen debütált az Egyesült Államokban. Szintén novemberben jelent meg iPhone-ra és iPod touch-ra az „It’s Britney!” elnevezésű alkalmazás.
2010 májusában bejelentették, hogy Jason Trawick-kel jár az énekesnő, és hogy személyes kapcsolatuk innentől a legfontosabb munkájuk helyett. 2010-ben jelent meg Britney új ruhakollekciója limitált kiadásban. Az Amerikai Lemezkiadók Szövetsége (RIAA) 2010. július 21-én hivatalosan is bejelentette, hogy Britney Spears több mint 100 millió eladott lemezzel büszkélkedhet. 2010. szeptember 28-án az énekesnő megjelent a Glee című sorozat neki szánt epizódjában, melynek címe Britney/Brittany lett. Szerepe miatt vegyes kritikákat kapott. Ez az epizód lett az egyik legnézettebb rész a műsor történetében.

### 2011–2012:Femme Fataleés aThe X Factor mentorság

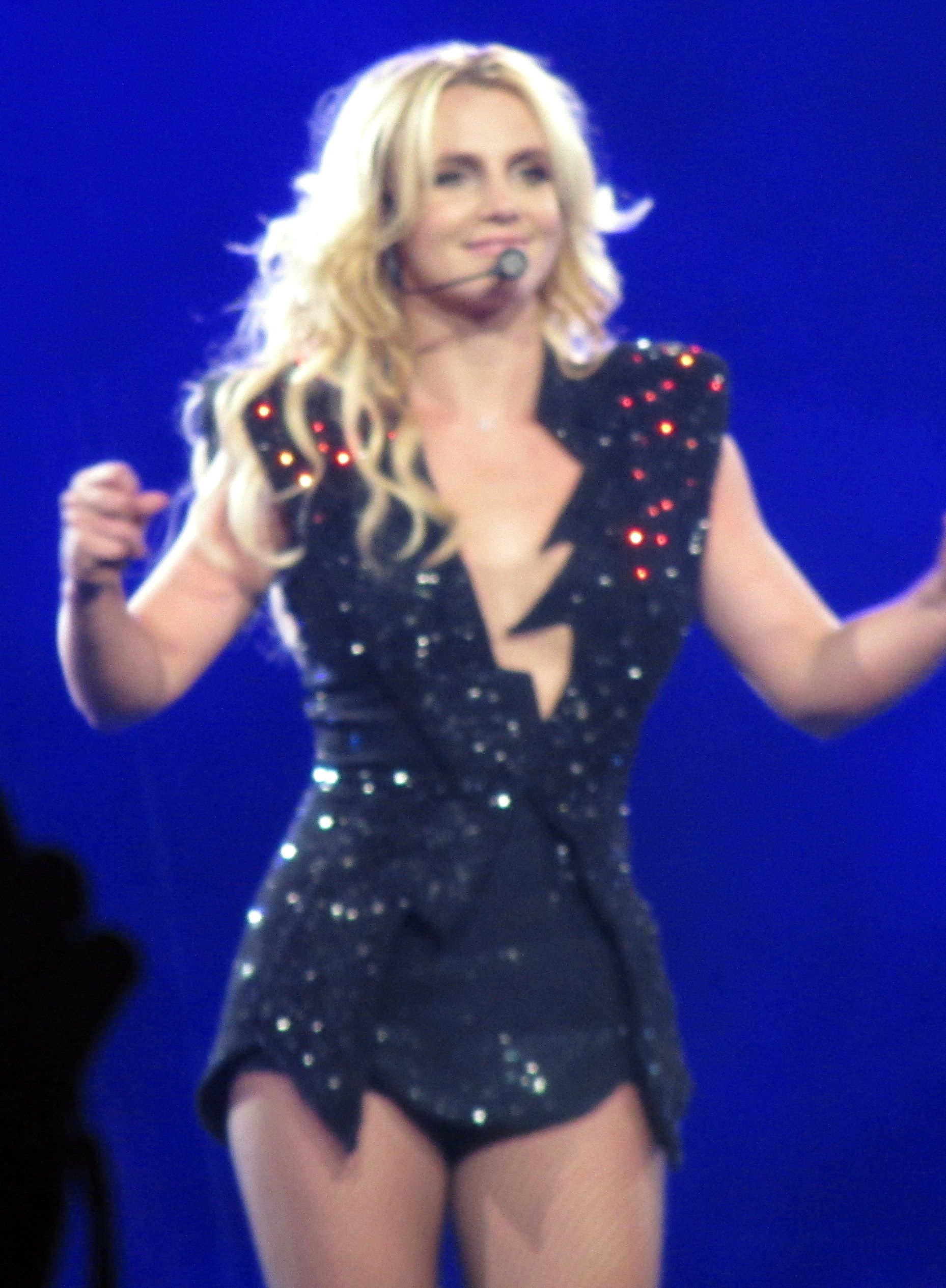
Britney a Femme Fatale Tour egyik állomásán.

2011 márciusában Spears kiadta hetedik, Femme Fatale című albumát. Az első kislemez, a Hold It Against Me producerei Max Martin és Dr. Luke voltak. A dal a Billboard Hot 100-on 1. helyen debütált, az énekesnő 4. dala lett, mely ezt elérte. Az album első lett az Egyesült Államokban (276 000 eladott példánnyal a megjelenés hetén), Kanadában és Ausztráliában, viszont top 10-es lett az összes többi listán. Britney lett a harmadik legtöbb első helyezéses albummal rendelkező énekesnő. 2012 márciusára közel 900 000 példány kelt el az Egyesült Államokban a lemezből, világszerte ez 2 millió felett volt ekkor. Előbbiben platina minősítést kapott a lemez. A kritikusok pozitívan fogadták a kiadványt, szerintük ez Spears egyik legjobb albuma. A Metacritic oldalán 67 pontot gyűjtött össze, mely az Oops!… I Did It Again után a második legmagasabb. 2011 áprilisában Spears közreműködött az S&M remix változatán Rihanna énekesnővel, aki rajongóit kérte, válasszák ki duettpartnerét. A dal első lett az Egyesült Államokban, Spears ötödik dalaként. Május elején jelent meg a Femme Fatale második kislemeze, a Till the World Ends, mely harmadik lett a Billboard Hot 100-on. 2011 egyik legjobb pop dalának titulálták ezt.
A harmadik kislemez, az I Wanna Go júniusban jelent meg. A Billboard Hot 100 top 40-es részlegébe jutott a sláger. Augusztusban top 10-es lett, így ez lett Britney első albuma, melyről három dal is bejutott a legnépszerűbb tízbe. Szeptemberben a Mainstream Top 40 listán első helyet ért el, ezzel hatodik dala érte itt el a legfelső fokot. 2011 októberében az album negyedik kislemeze, a Criminal került kiadásra. Az Egyesült Királyságban vitát okozott, hiszen Briney a forgatás során pisztollyal a kezében jelent meg London egyik utcáján, melyet az akkori események miatt nem néztek jó szemmel. Spears bocsánatot kért, és jótékonykodásra is adott pénzt. Spears menedzsere így reagált az esetre: „A videó egy képzeletbeli történet Britney-ről és barátjáról, Jason Trawick-ről, mely eljátssza a három évvel a lázadások előtt írt dalt.” A Billboard év végi listáján Britney 14. lett az "Év előadója" kategóriában.

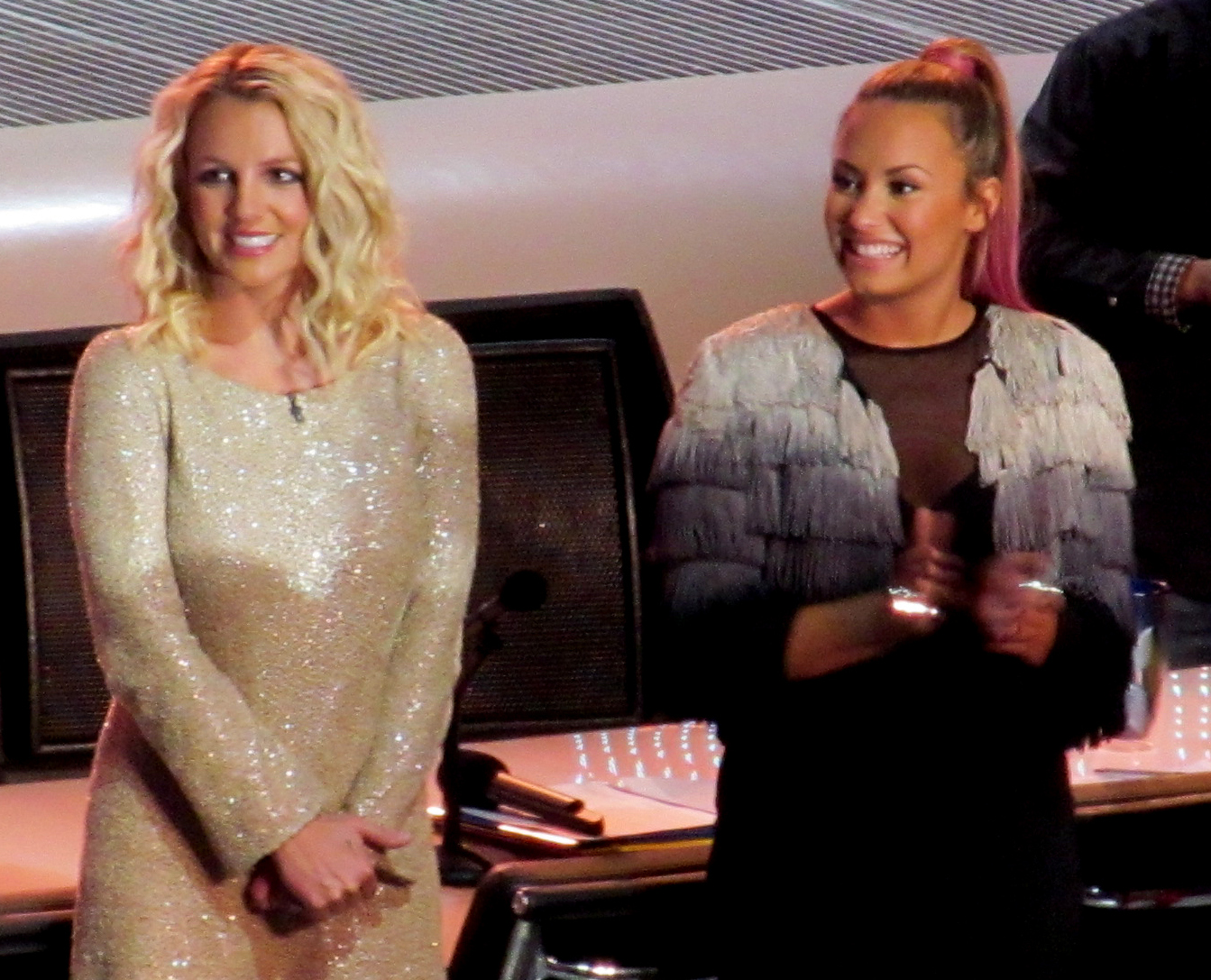
Britney és Demi Lovato az amerikai X Factor meghallgatásán 2012 júniusában.

2011. június 16-án Spears megkezdte Femme Fatale Tour turnéját Sacramento-ban. A koncertkörút pozitív kritikákat kapott. Többek között pozitívumként fogták fel, hogy az énekesnő a The Circus Starring Britney Spears után többet énekelt élőben és kevesebbet playback-kelt. Az első tíz állomásból mintegy hatmillió dolláros bevétel jött. Az énekesnő Budapesten szeptember 30-án lépett fel. A turné december 10-én ért véget 79 előadás után. November 21-én jelent meg a koncert DVD, melyből 19 000 példány kelt el az első héten, második helyezett lett a Billboard DVD listán.
Azóta platina minősítés is elért a kiadvány. Ausztráliában arany rangot ért el.
2011 augusztusában Britney az RCA Records-hoz szerződött, mivel a Jive Records a kiadó tulajdonává vált. Később kiderült, a Jive Records feloszlik, így Spears következő kiadványai az RCA Records gondozásában jelennek meg.
A 2011-es MTV Video Music Awards-on augusztus 28-án az MTV Britney tiszteletére építette a műsort. Lady Gaga adott át neki egy díjat, majd hozzátette; „a zeneipar nem lenne ugyanaz nélküle.” 2011. szeptember 7-én jelent meg B in the Mix: The Remixes Vol. 2 című második remixalbuma. December 16-án jelentette be, barátja, Jason Trawick eljegyezte őt. Las Vegas-ban mutatta be háromkarátos gyűrűjét.
2012-ben Spears az amerikai The X Factor mentora lett Simon Cowell, LA Reid és Demi Lovato mellett, 15 millió dolláros fizetéssel. Az énekesnő rögzített egy duettet will.i.am-mel, melynek címe Scream & Shout.

### 2013–2015:Britney Jeanés aBritney: Piece of Me rezidensség

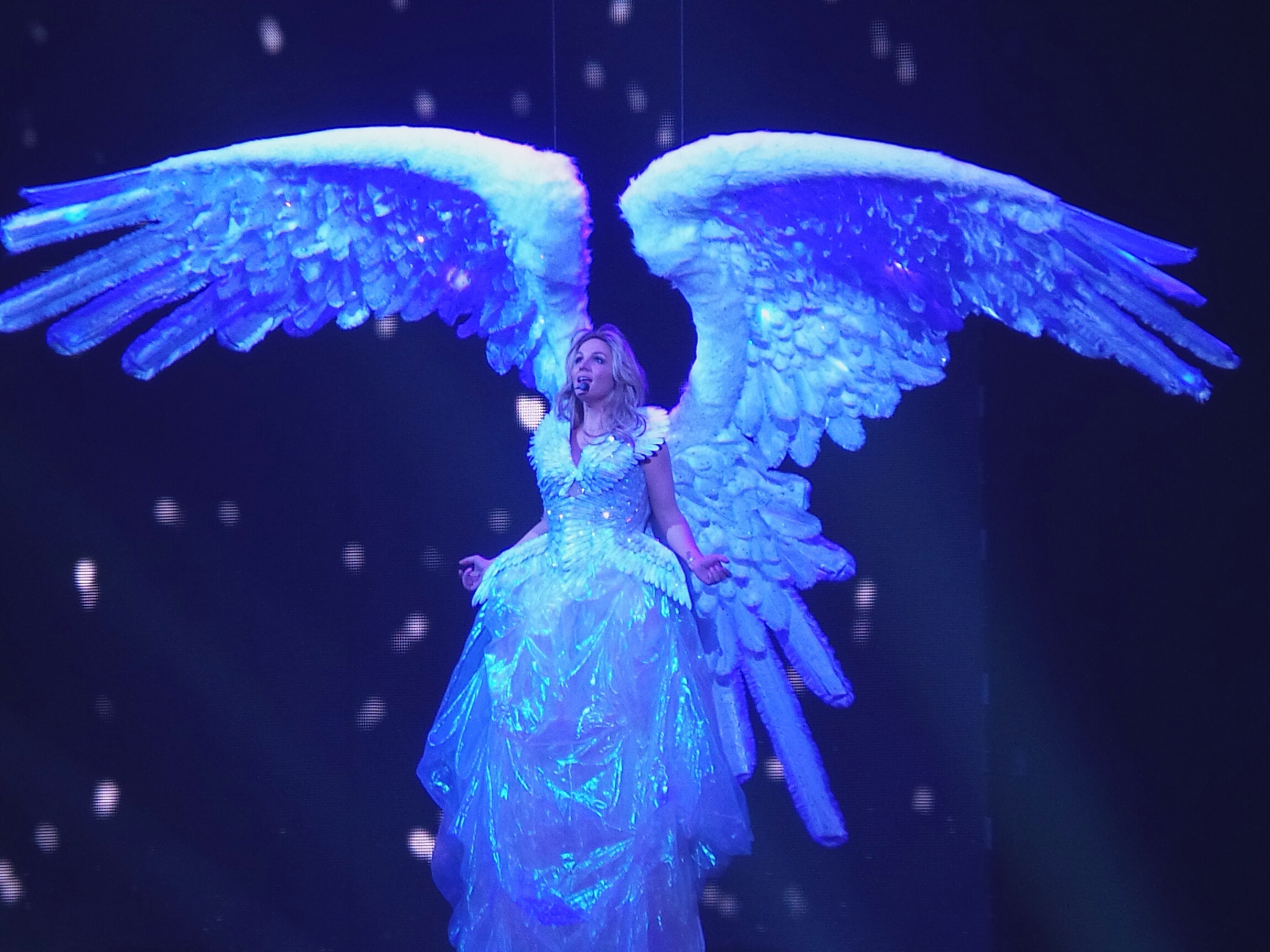
Britney a "Piece of Me" rezidenskoncertjén.

2012 decemberében Britney elkezdett dolgozni nyolcadik albumán. Eddig Elijah Blake és Ina Wroldsen, a He About to Lose Me dalszerzője írt számokat az új lemezre, fő producerként will.i.am tevékenykedik. Az album az RCA Records gondozásában fog megjelenni, a Jive Records megszűnése miatt, 2013. december 3-án.
2013. január 11-én bejelentették a hírt, miszerint Spears nem tér vissza a The X Factor harmadik évadába. Ugyanezen a napon az is kiderült, hogy Britney és Jason szakítottak, valamint hogy innentől egyetlen gyámja édesapja maradt. Britney rögzített egy Ooh La La című számot a Hupikék törpikék 2. című filmhez. A dal producere Dr. Luke és Ammo Cirkut, szerzője Luke, Bonnie McKee, J Kash, Lola Blanc, és Fransisca Hall. Ezt követően derült ki, hogy Britney 2013 decemberétől rendszeres fellépője lesz a Planet Hollywood Resort and Casino-nak.
2013. augusztus 20-án az énekesnő visszaszámlálást indított hivatalos oldalán, ami 2013. szeptember 17-én járt le. A "Work Bitch" eredetileg szeptember 16-án lett volna elérhető, de egy rossz minőségű demó miatt a dal már szeptember 15-én felkerült az énekesnő youtube csatornájára. A kislemez videóját szeptember 6-8-án forgatták Malibuban. 2013 decemberében megjelent Britney 8. stúdióalbuma, a Britney Jean, valamint december 27-én elkezdődött a Britney: Piece of Me. Az albumról második kislemezként a Perfume jelent meg, mindössze a 76. helyet érte el a Billboard Hot 100-on. 2014. január 8-án az énekesnő részt vett a People’s Choice Awardson, ahol díjat nyert "Legjobb Pop Előadó" kategóriában. 2014 szeptemberében megjelent Britney saját fehérneműkollekciója "The Intimate Britney Spears" névvel.
2015-ben Britney és Iggy Azalea elkészítette közös szerzeményüket "Pretty Girls" címmel. A dal 2015 május 4-én jelent meg. A felvételt előadták a Billboard Music Awards-on. A dal a Billboard Hot 100 29. helyéig jutott. Britney Giorgio Moroder zeneszerzővel felvett egy dalt, a "Tom's Diner"-t.. 2015 augusztusában Britney interjút adott az E! News-nak, ahol elárulta, hogy már javában stúdiózik. Az énekesnő ugyanebben a hónapban részt vett a Teen Choice Awards-on, ahol megkapta a "Candie's Style Icon" díjat. Augusztus 30-án az énekesnő jelen volt a VMA-n, ahol az MTV Video Music Award a legjobb férfi videóért díjat adta át Bruno Mars-nak. 2015 szeptemberében Britney bejelentette, hogy további 2 évig fog tartani a Britney: Piece of Me. Ősszel Britney szerepet kapott a Jane The Virgin című sorozatban, melyben önmagát alakította.

### 2016–2018:Glory, folyamatos rezidencia, és a Piece of Me Tour
2015 novemberében Spears a közösségi médián keresztül megerősítette, hogy megkezdte kilencedik stúdióalbumának rögzítését. 2016 januárjában Britney "Favorite Social Media Celebrity" kategóriában nyert a People’s Choice Awardson. A Britney: Piece of Me februártól megújult, innen a mottó "Remixed. Reimagined. Still Iconic.". A show kapott néhány másik dalt, módosítottak pár koreográfián, emellett a kosztümöket is kicserélték. Britney februárban szerepelt a V Magazin címlapján, eközben bejelentették, hogy az új albuma már 80%-ban kész. 2016 áprilisától felgyorsultak az események. Április 11-én Ronin Leach bejelentette, hogy Britney új számot fog kiadni, "Make Me..." címmel. 2016 májusában megjelent a "Britney Spears: American Dream". Május 22-én Britney részt vett a Billboard Music Awards-on. A show-t Britney nyitotta különleges megamix előadásával. A zenei gálán Britney Millennium-díjat kapott, melyet eddig rajta kívül Whitney Houston és Beyoncé érdemelte ki.
A "Make Me..." című dalhoz június 2-án forgatták le a videóklipet, ekkor erősítették meg, hogy a dal közreműködője G-Eazy. Júliusban Britney ismét új parfümöt dobott piacra, mely azt a "Private Show" nevet kapta, mely új albumának egyik száma címe is. A "Make Me..." hivatalosan július 14-én jelent meg, 55 országban ért el első helyezést az iTunes Store-on. 2016. augusztus 3-án Britney közzétette facebook oldalán a kilencedik stúdióalbumával kapcsolatos híreket. Az új album a "Glory" nevet kapta. Továbbá a "Glory"-ról közzétették az ígért új dalt, a "Private Show"-t. Ezt követően még 2 promóciós kislemez jelent meg, a "Clumsy" és "Do You Wanna Come Over?". Augusztus 26-án jelent meg hivatalosan a "Glory". Augusztus 28-án Britney 9 év után először lépett fel a MTV Video Music Awards-on, G-Eazy-vel, ahol előadták a "Make Me..."-t és G-Eazy slágerét, a "Me, Myself & I"-t. Az előadás pozitív kritikákat kapott, a média szerint Britney győzelmes visszatéréssel rukkolt elő.
2016 szeptemberében Britney szerepelt a Flaunt, majd októberben a Marie Claire címlapján. 2016 novemberében Britney megerősítette, hogy máris elkezdett dolgozni a tizedik stúdióalbumán. 2016. november 16-án jelent meg a "Glory" második kislemeze, a Slumber Party. A dal új változatán Tinashe is közreműködik. Miután megjelent a "Slumber Party" videóklipje kiderült, hogy a videóban szereplő Sam Ashgari-val kezdett el járni az énekesnő.
2017. január 18-án Britney 4 díjat is nyert a People’s Choice Awardson. 2017 márciusában Britney bejelentette, hogy a Piece of Me show mellett világkörüli turnéra indul (Britney: Live in Concert). 2017 áprilisában az énekesnő managere, Larry Rudolph megerősítette a hírt, hogy a Piece of me rezidenskoncert 2017 december 31-én véget ér. 2017 április 29-én Britney részt vett a Radio Disney Music Awards-on, ahol elsőként kapta meg az Ikon-díjat. 2017 novemberében Britney részt vett a Nevadai Gyermekrák Alapítvány megnyitóján Las Vegas-ban, az énekesnő 1 millió dollár adományt támogatta a szervezetet. Szintén 2017 novemberében a Forbes bejelentette, hogy Britney lett a 8. legjobban fizetett énekesnő 2017-ben. Az utolsó Britney: Piece of Me koncert 2017. december 31-én került megrendezésre, mely több mint 1 millió dolláros bevételt hozott, ezzel az énekesnő megelőzte Jennifer Lopez Las Vegas-i "All I Have" koncertjének korábbi jegyeladási rekordját. Továbbá az utolsó koncertről az ABC rögzítette a "Work Bitch" és "Toxic" dalok előadását, mely a "Dick Clark's New Year's Rockin' Eve" műsorban volt látható. Az énekesnő fellépését több mint 25 millióan nézték meg.
2018 januárjában Britney bejelentette, hogy nyáron ismét turnéra indul Észak-Amerikába és Európába. Előreláthatólag a Piece of Me Tour 2018 júliusában fog folytatódni Észak-Amerikában. Később bejelentették, hogy Pitbull lesz az énekesnő előzenekara az európai koncerteken. 2018 februárjában Britney részt vett a "Hollywood Beauty Awards"-on, ahol az "Év Illata" díjat kapta a "Fantasy Bloom" parfümjéért. 2018 áprilisában Britney kapta meg a 29. alkalommal megrendezésre kerülő GLAAD Awards díjátadó különdíját, az úgynevezett "Vanguard" díjat mely egy életmű-tisztelet díjnak felel meg. Britney, mint hatalmas meleg ikonként és a melegekre tett inspirációjáért, hatásáért, kiállásáért kapja a díjat. "Megtiszteltetésnek veszem, hogy megkapom a GLAAD Media Awards Vanguard díjat! Az LMBTQ közösség a világot jelenti számomra és inspirál minden nap. Büszke vagyok erre a szövetségre és továbbra is támogatni fogom az egyenlőséget és az elfogadást!" – írta Britney hivatalos közösségi oldalain keresztül. A díjat Ricky Martin adta át Britney-nek, aki elérzékenyülve mondta el beszédét.
2018 júliusában Spears kiadta első uniszex illatát, a Prerogative-t. [ 257 ] 2018. október 18-án Spears bejelentette második Las Vegas-i rezidensműsorát, a Britney: Dominationt, amelyet 2019. február 13-án mutattak be a Park MGM 's Park Theatre- ben. Spearsnek 507 000 dollárt kellett volna keresnie a Str Vegasban. 2018. október 21-én Spears fellépett az austini Forma-1-es Nagydíjon, a Piece of Me Tour utolsó előadásán.

### 2019–2021: Viták a gyámság körül,#FreeBritney, és visszaélésekre vonatkozó vádak
2019-ben felvetődött egy újabb vegasi rezidensség, amelyet hivatalosan be is jelentettek, és a Domination nevet kapta. A projektet azonban határozatlan ideig felfüggesztették Britney édesapja, Jamie egészségügyi állapotára hivatkozva. 2019 márciusában az apja betegségéből fakadó stressz közepette pszichiátriai szanatóriumba vonult, hogy kipihenhesse az elmúlt évek fáradalmait. A következő hónapban egy Britney's Gram című podcast azt állította, hogy Jamie lemondta a tervezett rezidenciát, mivel Spears nem volt hajlandó bevenni a gyógyszereit. Kiderült, hogy konzervatívságának már 2009-ben véget kellett volna vetnie. Ennek hatására jött létre a gyámság megszüntetésére irányuló mozgalom, amely a #FreeBritney nevet kapta.
A podcast nyomán a rajongók 2019. április 22-én tüntetést rendeztek a nyugat-hollywoodi városháza előtt. Egy 2019 májusi meghallgatás során Brenda Penny bíró elrendelte a gyámság szakértői értékelését. 2019 szeptemberében Spears volt férje, Federline a Britney apja és az egyik fia közötti állítólagos viszályt követően távoltartási végzést kapott Jamie Spears ellen. 2019. szeptember 10-én Jodi Montgomery váltotta Jamie-t ideiglenes gyámként. Ugyanebben a hónapban egy meghallgatás eredményeként nem született döntés a megállapodásról.
2020 augusztusában Jamie „viccnek” nevezte a #FreeBritney mozgalmat, szervezőit pedig „összeesküvés-hívőknek”. Augusztus 17-én Spears bíróság által kinevezett ügyvédje bírósági beadványt nyújtott be, amely dokumentálta Spears azon vágyát, hogy gyámságát megváltoztassák, hogy "tükrözze jelenlegi életmódját", Montgomeryt állandó gyámmá nyilvánítsák, Jamie pedig vagyonának konzervátora legyen. Négy nappal később Penny bíró 2021 februárjáig meghosszabbította a kialakult megállapodást. 2020 novemberében Penny bíró jóváhagyta a Bessemer Trust-ot Spears vagyonának konzervátoraként Jamie mellett. A következő hónapban kiadta a Glory új deluxe kiadását, amely tartalmazza a Mood Ring című dalt, valamint a Swimming in the Stars és a Matches című új számokat. A Spears karrierjét és konzervatórium krónikáját tartalmazó dokumentumfilm, Framing Britney Spears címmel, 2021 februárjában jelent meg az FX-en. Spears később elárulta, hogy látta a dokumentumfilm egyes részeit, és kijelentette, hogy megalázottnak érezte magát a bemutatott felfogás miatt, és az első adást követően "két hétig sírt". A következő hónapban Ingham petíciót nyújtott be, hogy Jamie-t véglegesen Montgomery-vel helyettesítse Spears személyének megőrzőjeként, hivatkozva egy 2014-es végzésre, amely megállapította, hogy Spearsnek nincs joga beleegyezni semmilyen formájú orvosi kezelésbe. 
2021. június 22-én, nem sokkal azelőtt, hogy Spears beszélni kezdett volna a bírósággal, a The New York Times bizalmas bírósági dokumentumokhoz jutott, amelyek szerint Spears évekig szorgalmazta, hogy véget vessen konzervatóriumának. Spears június 23-án beszélt a bírósággal, és "sértőnek" nevezte a természetvédő szervezetet. Azt mondta, hazudott, amikor "az egész világnak azt mondta, hogy jól vagyok, és boldog vagyok", és traumatizált és dühös. A bírósági nyilatkozat széles körű médiavisszhangot kapott, és több mint 1 millió megosztást generált a Twitteren, több mint 500 000 üzenetet a #FreeBritney címkével, valamint több mint 150 000 üzenetet, amelyek a bírósági megjelenésre utaltak. 
Július 1-jén a Bessemer Trust arra kérte a bírót, hogy engedje meg nekik, hogy kiléphessenek a konzervatóriumból, mondván, hogy félrevezették őket, és azzal a feltétellel kötöttek megállapodást, hogy a konzervatórium önkéntes. Ugyanezen a napon Elizabeth Warren és Bob Casey Jr. szenátor felszólította a szövetségi ügynökségeket, hogy fokozzák az ország természetvédelmi rendszereinek felügyeletét. Spears 25 éves menedzsere, Larry Rudolph július 6-án lemondott "hivatalos nyugdíjba vonulási szándéka" miatt, és ugyanazon a napon jelentették, hogy Ingham azt tervezi, hogy dokumentumokat nyújt be a bírósághoz, amelyben kéri az elbocsátását. A július 14-i tárgyaláson Penny bíró jóváhagyta Bessemer Trust és Ingham lemondását. A bíróság egyúttal jóváhagyta Spears kérését, hogy Mathew S. Rosengart ügyvédet vegye fel a képviseletére. Rosengart tájékoztatta a bíróságot, hogy a természetvédelmi szolgálat megszüntetésén dolgozik. Később aznap Spears először támogatta nyilvánosan a #FreeBritney mozgalmat, és egy Instagram-bejegyzésben használta a hashtaget. Megemlítette, hogy „áldottnak” érzi magát, miután „igazi képviseletet” szerzett, utalva Penny bíró döntésére, amely lehetővé tette számára, hogy saját maga válassza meg jogvédőjét. 
Július 26-án Rosengart petíciót nyújtott be, amelyben azt kérte, hogy távolítsák el Jamie-t Spears hagyatékának őrzői tisztségéből, és Jason Rubinnal, a kaliforniai Woodland Hills-i Certified Strategies Inc. okleveles könyvvizsgálójával (CPA) helyettesítsék. Augusztus 12-én Jamie beleegyezett abba, hogy egy jövőbeni időpontban lemond műemlékvédői posztjáról, ügyvédeivel pedig kijelentették, hogy "rendezett átmenetet szeretne egy új műemlékvédőhöz". Szeptember 7-én Jamie petíciót nyújtott be a konzervatórium megszüntetésére. Öt nappal később Spears egy Instagram-bejegyzésen keresztül bejelentette eljegyzését régi barátjával, Sam Asgharival. Szeptember 29-én Penny bíró felfüggesztette Jamie-t Spears hagyatékának őrzői posztjáról, és ideiglenes jelleggel John Zabel könyvelő váltotta fel. November 12-én Penny bíró felmondta a konzervatóriumot.

### 2022–jelen: Harmadik házasság,The Woman in Me, és visszavonulás az énekléstől
2022 áprilisában bejelentette, hogy Asghari gyermekét várja, ami a következő hónapban vetéléssel végződött. A pár június 9-én házasodott össze a Los Angeles-i Thousand Oaks- i otthonában. Spears közvetlen családtagjait (beleértve szüleit, nővérét és testvérét) nem hívták meg; két fia szintén nem vett részt. Spears első férje, Jason Alexander megkísérelte lebukni az esküvőt úgy, hogy késsel felfegyverkezve betört az otthonába, de letartóztatták. Spears három év távoltartási tilalmat kapott ellene. Augusztus 26-án Spears és Elton John angol zenész kiadta a " Hold Me Closer " című duettet, amely John 1972-es " Tiny Dancer " című kislemezének remake-je. Ez volt Spears első zenei kiadása konzervatóriumának megszűnése óta. A "Hold Me Closer" a hatodik helyen debütált az Egyesült Államok Billboard Hot 100-án, ezzel a 14. top 10-es kislemeze lett, és a 2012-es Scream & Shout óta a legmagasabb helyezése a listán. A harmadik helyen debütált a brit kislemezlistán, ezzel Spears a 24. helyet szerezte meg a legjobb tízben. 
Konzervátori hivatalának megszűnése óta Spears magánélete, jelenléte a közösségi médiában és általános jóléte újra a média érdeklődésének és a rajongói spekulációknak van kitéve, ami összeesküvés-elméleteket szült. 2023. január 24-én a Ventura megyei seriff hivatalának képviselői jóléti ellenőrzést végeztek Spears lakhelyén, miután több hívást is kaptak a rajongóktól, akik aggódtak amiatt, hogy törölte Instagram-fiókját. A seriff osztály szóvivője kijelentette, hogy Spears "biztonságban van és nincs veszélyben". Spears Twitter-fiókjában nyilatkozott az incidensről, és arra kérte a rajongókat, hogy tartsák tiszteletben a magánéletét. Spears és a rapper will.i.am 2023. július 21-én kiadták a Mind Your Business című kislemezüket. Augusztus 16-án jelentették be, hogy Spears és Asghari 14 hónapnyi házasság után elváltak. 2024. május 1-jén egyezségre jutottak a válóperben. Másnap a bíró aláírta az egyezséget, és a pár 2024. december 2-án elvált. 2023 szeptemberében további jóléti ellenőrzést kezdeményeztek, amikor Spears közzétett egy Instagram-videót, amelyen késekkel táncol. Biztonsági csapata biztosította a jelenlévő rendőrt, hogy nincs közvetlen veszély a biztonságára, és a tiszt távozott. Spears azt is tisztázta, hogy a kések nem valódiak. 
2022 februárjában Spears 15 millió dolláros könyvszerződést írt alá egy emlékiratért, amely minden idők egyik legnagyobb könyvügyletében szerepel. Az emlékirat, a The Woman in Me 2023. október 24-én jelent meg. Részletek tartalmaz a hírnévre való felemelkedéséről, a közmédia eseményeiről, a konzervátorságáról és az újonnan megtalált szabadságáról. Az Egyesült Államokban 1,1 millió példányban kelt el, míg világszerte 2,4 millió példányban kelt el nyomtatott példányban a megjelenés első hetében. 
2024 januárjában olyan jelentések terjedtek el, hogy Charli XCX-et és Julia Michaelst felkérték, hogy írjanak dalokat Spears számára, a Rolling Stone pedig arról számolt be, hogy "a menedzsment és az A&R megpróbálja felkelteni a zenére". Spears tagadta a híreket, mondván, soha nem tér vissza a zeneiparba. Ugyanakkor azt is elmondta, hogy az előző két évben több mint 20 dalt írt más előadóknak. 2024 májusában Charli XCX egy interjúban megerősítette, hogy valóban felkérték, hogy írjon a Spearsnek, amiért Malibuba utazott, de nem tudott választ adni arra, hogy Spears része volt-e ennek a folyamatnak.

## Termékek
Britney már 2001-ben aláírt egy több millió dolláros szerződést a Pepsi céggel, és több mint 370 millió dollárt nyert a reklámokból. 4 könyvet adott ki, beleértve az A Mother’s Gift című könyvet is. Hét DVD-je jelent meg. Több babát is mintáztak róla, és egy videójátékban is szerepel. Hét turnén vett részt, több mint 550 millió dollárt nyert a jegyek árából és több mint 190 millió dollárt a turné ideje alatt eladott termékekből.
2004-ben jelent meg első, Elizabeth Arden által tervezett parfümje, ami a "Curious" nevet kapta. 2005 szeptemberében jelent meg a "Fantasy" nevű parfümje, melyet szintén Arden tervezett. Ezt követték újabb parfümök: Midnight Fantasy, Curious: In Control, Curious Heart, Believe, Hidden Fantasy, Circus Fantasy, Radiance, Cosmic Radiance, Island Fantasy, Fantasy Twist, majd több változata a "Fantasy" szériának. 2016 júliusában jelent meg "Private Show" parfümje, majd 2017-ben jelent meg a "Fantasy In Bloom" és a VIP Private Show. 2018-ban jelent meg legújabb parfümje a "Sunset Fantasy".
2010-ben Britney a Candie's amerikai divatmárka reklámarca volt, továbbá később limitált kiadású kollekciókat is tervezett a márkának.
2014-ben jelent meg Britney első fehérnemű kollekciója, az "Intimate Britney Spears".
2014-ben Britney a Lidl-lel közreműködve hajápolási termékeket (hajszárító, hajkefék, hajegyenesítő, hajgöndörítő) jelentetett meg.
2016 májusától elérhető Britney első appja mobiltelefonokra, a "Britney Spears: American Dream" elnevezésű játék.

## Diszkográfia
Stúdióalbumok
- …Baby One More Time (1999)
- Oops!... I Did It Again (2000)
- Britney (2001)
- In the Zone (2003)
- Blackout (2007)
- Circus (2008)
- Femme Fatale (2011)
- Britney Jean (2013)
- Glory (2016)

## Turnék
- 1999–2000: …Baby One More Time Tour (amerikai turné)
- 2000: Crazy 2k Tour (amerikai turné)
- 2000-2001: Oops!… I Did It Again World Tour (világkörüli)
- 2001–2002: Dream Within a Dream Tour (amerikai turné)
- 2004: The Onyx Hotel Tour (világkörüli)
- 2007: The M+M’s Tour (amerikai turné)
- 2009: The Circus Starring Britney Spears (világkörüli)
- 2011: The Femme Fatale Tour (világkörüli)
- 2017: Britney: Live in Concert (Ázsiai turné)
- 2018: Piece of Me Tour

## Rezidens Koncertek
- 2013-2017 Britney: Piece of Me (Las Vegas)

## Filmek
| Év   | Cím                                             | Szerep             | Megjegyzések                                 |
| ---- | ----------------------------------------------- | ------------------ | -------------------------------------------- |
| 1991 | The Mickey Mouse Club                           | különféle szerepek | Évad: 6–7 (1991–1993)                        |
| 1999 | The Famous Jett Jackson                         | Önmaga             | Elénekelte ...Baby One More Time című dalát. |
| 1999 | Sabrina, a tiniboszorkány                       | Önmaga             | Cameo                                        |
| 2000 | Longshot                                        | Légi utaskísérő    | Cameo                                        |
| 2002 | Austin Powers 3. – Aranyszerszám                | Önmaga             | Cameo/Hangsáv                                |
| 2002 | Álmok útján                                     | Lucy Wagner        | Főszerep                                     |
| 2002 | Robbie the Reindeer in Legend of the Lost Tribe | Donner             | Angol változat/Animáció                      |
| 2004 | Britney & Kevin: Chaotic                        | Önmaga             | Élethű előadás                               |
| 2006 | Will és Grace                                   | Amber-Louise       | Buy, Buy Baby                                |
| 2008 | Így jártam anyátokkal                           | Abby               | Tíz alkalom és Kiárusítás c. epizódok        |
| 2008 | Britney: For the Record                         | Önmaga             | Életrajz/Dokumentumfilmbe                    |
| 2010 | Glee                                            | Önmaga             |                                              |
| 2013 | I am Britney Jean                               | Önmaga             | Dokumentumfilm                               |
| 2015 | Jane The Virgin                                 | Önmaga             | Mellékszereplő                               |